# P-группа
p-группа — группа, в которой порядок каждого элемента является степенью простого числа p.

## Примеры
- Циклическая группа порядка {\displaystyle p^{n}} и прямые произведения таких групп.
  - Каждая коммутативная p-группа изоморфна одному из этих примеров.
- Группа Гейзенберга по модулю {\displaystyle p} — простейший пример некоммутативной p-группы.
- Группа Григорчука — пример бесконечной 2-группы.
- Силовские p-группы (см. Теоремы Силова)

## Свойства
- Центр {\displaystyle Z(P)} нетривиальной конечной p-группы {\displaystyle P} является нетривиальной группой.
  - В частности, все p-группы нильпотентны.
  - Более того, если {\displaystyle H} нормальная подгруппа в p-группе {\displaystyle P}, то {\displaystyle |H\cap Z(P)|>1}.
    - Данное свойство получается из теоремы о центре, если учесть, что любая подгруппа p-группы сама является p-группой и что нормальная подгруппа инвариантна к сопряжениям.
- Если группа конечна, то ее порядок тогда тоже равен некоторой степени числа p (это следует из первой теоремы Силова).
  - Более того любая группа порядка {\displaystyle p^{n}} является p-группой (следует из теоремы Лагранжа).
- При {\displaystyle n\rightarrow \infty } число неизоморфных групп порядка {\displaystyle p^{n}} асимптотически равно
{\displaystyle p^{{\frac {2}{27}}\cdot n^{3}+O(n)}}.